# Francisco Ducasse

Francisco Ducasse ( Buenos Aires, Argentina, 6 de julio de 1878 – ibídem, 1 de marzo  de 1926) fue un actor y director de teatro. Estaba casado con la actriz Angelina Pagano, con quien desarrolló gran parte de su actividad artística. 

## Primeros años
Era hijo de los emigrantes franceses Pierre Ducasse y Lucy Cazés, que habían llegado al país en 1873 dejando en Francia al primogénito Juan Hipólito; y una vez en el país su padre, después de intentar otras ocupaciones, se dedicaba a la cría y exportación de caballos finos. 
Nació en una casa de la calle Maipú al 300, ubicada en el lugar donde años más tarde se levantó el Teatro Casino, posteriormente transformado en el cabaré Maipú Pigall.

## Actividad profesional
Trató de incorporarse a la compañía de Angelina Pagano pese a carecer de toda experiencia actoral y luego de una prueba no fue aceptado por Angelina. No se amilanó e insistió en la compañía de Podestá con mejor suerte porque fue contratado y comenzó a adquirir nombre.

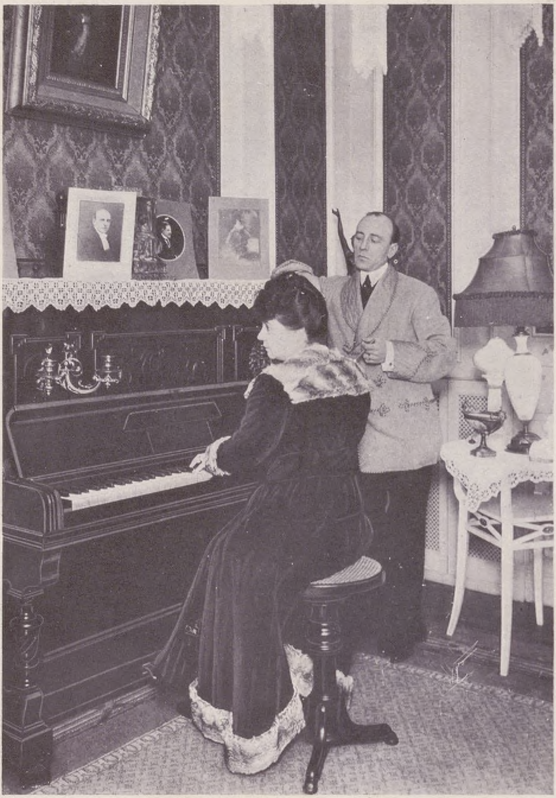
Francisco Ducasse y Angelina Pagano en 1916.

En 1915, luego de un nuevo paso por la compañía de los Podestá, Angelina Pagano formó su propia compañía en la que se incorporó Ducasse. La temporada se realizó en el Teatro Nuevo iniciándose con el estreno de Los contagios de Belisario Roldán y continuando con diversas obras. El 15 de abril de 1915 Ducasse se casó con Angelina Pagano y antes de finalizar, el año debido a algunas desavenencias, ambos abandonaron la compañía, que quedó a cargo de Roberto Casaux.
En 1916 la compañía encabezada por el matrimonio de actores realizó la temporada en el Teatro Buenos Aires y dentro de ella estrenan El rosal de las ruinas de Belisario Roldán. En 1917 vuelven al Teatro Odeón y luego pasan al de la Ópera 
En 1917 Pagano y Ducasse tuvieron un temprano encuentro con el incipiente cine argentino participando en el filme sin sonido del género policial El conde Orsini junto a Pedro Gialdroni.
En 1920 el binomio retorna al Apolo y los primeros síntomas de su enfermedad hacen que Ducasse no actúe en las últimas representaciones.
El 18 de mayo de 1922 retorna al escenario en el papel del violinista Dino en la obra Los soñadores, de Martínez Cuitiño, en el Teatro Smart pero su dolencia le impide seguir actuando. Angelina Pagano continuará trabajando y Ducasse la acompaña sin actuar pero dirige algunas de las piezas.
Finalmente, el 1 de marzo de 1926 falleció al sufrir un ataque de úrea.